# Mouvement Républicain Populaire
Mouvement Républicain Populaire MRP (Moviment Republicà Popular) va ser un partit polític francès de la quarta república. Entre els seus líders, destacaren Georges Bidault, Robert Buron, Robert Schuman, Paul Cost-Floret, Pierre-Henri Teitgen i Pierre Pflimlin.

## Història
Fundat en 1944 per Bidault, el partit va ser inicialment un actor polític important i va participar en la majoria dels governs de la quarta república. No obstant això, a diferència de les seves contrapartides demòcrata-cristianes a Alemanya i Itàlia, el vot per l'MRP va declinar en les últimes eleccions; el partit es va dividir profundament sobre la guerra d'Algèria, amb Bidault donant suport a la Organisation de l'Armée Secrète (OAS). Durant els anys seixanta, el partit va donar suport a de Gaulle. El 13 de setembre de 1967 el MRP va deixar d'existir.
No obstant això, des de 1959 en endavant, gran part dels seus militants s'associen als partits del gaullisme o formen el Centre Democràtic (futur Centre de Demòcrates Socials) que s'integren la coalició política Unió per a la Democràcia Francesa el 1978.

## Resultats electorals

### Eleccions legislatives
| Any       | Líder                | Vots           | %     | Escons    | +/– |
| --------- | -------------------- | -------------- | ----- | --------- | --- |
| 1945      | Maurice Schumann     | 4,780,338 (#2) | 24.9  | 141 / 522 | –   |
| 1946 (I)  | Georges Bidault      | 5,589,213 (#1) | 28.22 | 166 / 586 | 25  |
| 1946 (II) | Georges Bidault      | 4,988,609 (#2) | 25.96 | 173 / 627 | 7   |
| 1951      | Georges Bidault      | 2,369,778 (#5) | 12.60 | 95 / 625  | 78  |
| 1956      | Pierre-Henri Teitgen | 2,366,321 (#6) | 10.88 | 83 / 595  | 12  |
| 1958      | Pierre Pflimlin      | 1,365,064 (#6) | 7.5   | 57 / 466  | 26  |
| 1962      | André Colin          | 821,635 (#6)   | 5.45  | 36 / 465  | 21  |

### Eleccions presidencials
| Any  | Candidat                      | Vots                          | %                             | Pos.                          | Resultat                      |
| ---- | ----------------------------- | ----------------------------- | ----------------------------- | ----------------------------- | ----------------------------- |
| 1947 | Champetier de Ribes           | 242                           | 27,41 / 100                   | 2n                            | Derrota                       |
| 1953 | Georges Bidault               | 143                           | 15,58 / 100                   | 4t                            | Derrota                       |
| 1958 | No van presentar cap candidat | No van presentar cap candidat | No van presentar cap candidat | No van presentar cap candidat | No van presentar cap candidat |
| 1965 | Jean Lecanuet                 | 3 777 120                     | 15,57 / 100                   | 3r                            | Derrota                       |

## Dirigents

### Presidents
- Maurice Schumann (1944-1949)
- Georges Bidault (1949-1952)
- Pierre-Henri Teitgen (1952-1956)
- Pierre Pflimlin (1956-1959)
- André Colin (1959-1963)
- Jean Lecanuet (1963-1965)

### Secretaris generals
- Robert Bichet (1944)
- André Colin (1944-1955)
- Maurice-René Simonnet (1955-1962)
- André Colin (1962-1963), interí
- Joseph Fontanet (1963-1967)